# Auyantepui

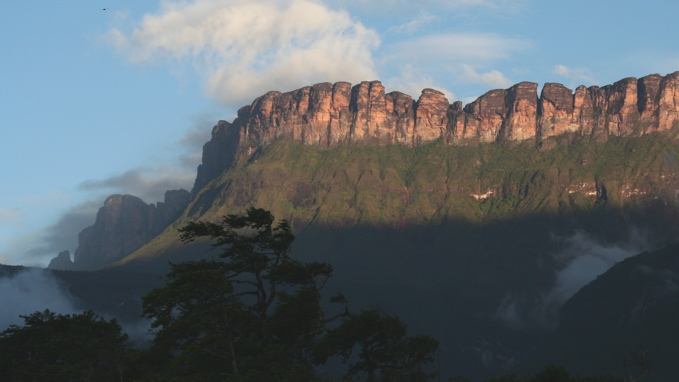
Auyantepui.

O Auyantepui que no idioma dos pemon significa “montanha do diabo”, é o tepui mais famoso e visitado da Venezuela. É um dos maiores tepuis do Maciço das Guianas e está situado no estado de Bolívar, sudeste da Venezuela
O Auyantepui é um gigante entre as grandes mesetas. Tem uma altitude de 2535 metros e uma superfície de 700 km². Do seu cume precipita-se a mais alta queda de água do mundo: o Kerepakupai-Vena, mais conhecido como Salto Angel, também citado no filme Up - Altas Aventuras da Disney Pixar como um tipo de paraíso de cachoeiras.
O Auyantepui alcançou fama internacional em 1937, quando o piloto Jimmy Angel, que já o havia avistado e dado notícia ao mundo da existência do magnífico salto em 1933, pousou pela primeira vez em seu cume. A inutilização da aeronave após o pouso obrigou os seus quatro ocupantes a um épico retorno, que durou 11 dias de caminhada pela mata inexplorada.